# Renaud Lavillenie
Renaud Lavillenie (Barbezieux-Saint-Hilaire, 1986. szeptember 18. –) olimpiai bajnok francia atléta, rúdugró. Öccse, Valentin Lavillenie, szintén rúdugró.
Öt méter nyolcvanegy centiméteres ugrásával aranyérmes lett a 2009-es torinói fedett pályás Európa-bajnokságon. Berlinben a szabadtéri világbajnokságon az ausztrál Steven Hooker, valamint a szintén francia Romain Mesnil mögött zárt harmadikként.
2014. február 15-én 616 centiméteres ugrásával megdöntötte a rúdugrás fedett pályás – néhány nap híján 21 évig érvényben lévő – korábbi világrekordját, amivel az abszolút rekordot is megszerezte, mivel a szabadtéri világcsúcs 614 centiméter.
2020 júniusában edzés közben eltörte a hüvelykujját, amit műtét és hathetes kihagyás követett.

## Egyéni legjobbjai
Szabadtér
- Rúdugrás – 6,05 m

Fedett pálya
- Rúdugrás – 6,16 m világrekord